# Marussia MR03

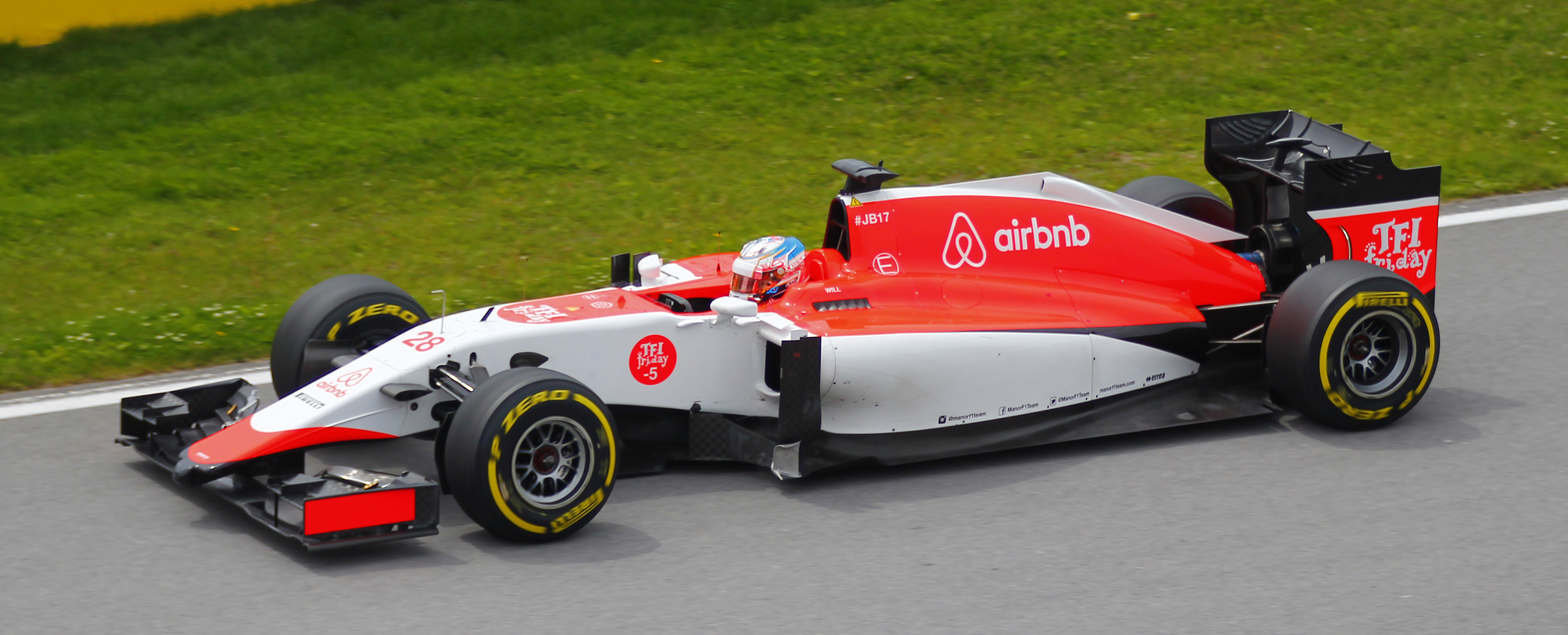
Will Stevens podczas Grand Prix Kanady w wersji MR03B (2015)

Marussia MR03 – samochód Formuły 1, skonstruowany przez Marussię na sezon 2014. Kierowcami bolidu byli jeżdżący drugi rok w zespole: Max Chilton oraz Jules Bianchi.
Samochód został zaprezentowany 30 stycznia 2014 roku.
Uaktualniona wersja modelu była używana przez Manora w sezonie 2015. Kierowcami tego samochodu zostali Will Stevens, Roberto Merhi i Alexander Rossi.

## Wyniki w Formule 1
| Legenda oznaczeń w tabelach wyników Wyświetl szablon na nowej stronie | Legenda oznaczeń w tabelach wyników Wyświetl szablon na nowej stronie                                                                     |
| Oznaczenie                                                            | Wyjaśnienie |
| --------------------------------------------------------------------- | --- |
| Złoty                                                                 | Zwycięzca lub mistrzostwo |
| Srebrny                                                               | 2. miejsce lub wicemistrzostwo |
| Brązowy                                                               | 3. miejsce lub II wicemistrzostwo |
| Zielony                                                               | Ukończył, punktował (w klasyfikacji generalnej, gdy zdobył co najmniej jeden punkt na przestrzeni sezonu, poza trzema powyższymi opcjami) |
| Niebieski                                                             | Ukończył, nie punktował (w klasyfikacji generalnej, gdy nie zdobył co najmniej jednego punktu na przestrzeni sezonu)                      |
| Czerwony                                                              | Nie zakwalifikował się (NZ) |
| Czerwony                                                              | Nie prekwalifikował się (NPK) |
| Różowy                                                                | Nie ukończył (NU) |
| Różowy                                                                | Niesklasyfikowany (NS) (w klasyfikacji generalnej, gdy nie został sklasyfikowany w żadnym wyścigu sezonu)                                 |
| Czarny                                                                | Zdyskwalifikowany (DK) |
| Czarny                                                                | Wykluczony (WYK/EX) |
| Biały                                                                 | Nie wystartował (NW) |
| Biały                                                                 | Kontuzjowany (K/INJ) |
| Biały                                                                 | Wyścig odwołany (OD/C) |
| Bez koloru                                                            | Został wycofany (WYC/WD) |
| Bez koloru                                                            | Nie przybył (NP/DNA) |
| Bez koloru                                                            | Nie brał udziału w treningach (NT/DNP) |
| Bez koloru                                                            | Nie został zgłoszony (–) |
| Pogrubienie                                                           | Start z pole position |
| Kursywa                                                               | Najszybsze okrążenie wyścigu |
| †                                                                     | Nie ukończył, ale jego rezultat został zaliczony ze względu na przejechanie więcej niż 90% dystansu wyścigu.                              |
| *                                                                     | Sezon w trakcie |
| 1/2/3                                                                 | Punktowana pozycja w sprincie kwalifikacyjnym                                                                                             |
| Lista systemów punktacji Formuły 1                                    | |

| Sezon | Zespół                 | Silnik  | Kierowcy        | Wyniki w poszczególnych eliminacjach | Wyniki w poszczególnych eliminacjach | Wyniki w poszczególnych eliminacjach | Wyniki w poszczególnych eliminacjach | Wyniki w poszczególnych eliminacjach | Wyniki w poszczególnych eliminacjach | Wyniki w poszczególnych eliminacjach | Wyniki w poszczególnych eliminacjach | Wyniki w poszczególnych eliminacjach | Wyniki w poszczególnych eliminacjach | Wyniki w poszczególnych eliminacjach | Wyniki w poszczególnych eliminacjach | Wyniki w poszczególnych eliminacjach | Wyniki w poszczególnych eliminacjach | Wyniki w poszczególnych eliminacjach | Wyniki w poszczególnych eliminacjach | Wyniki w poszczególnych eliminacjach | Wyniki w poszczególnych eliminacjach | Wyniki w poszczególnych eliminacjach | Wyniki kierowców | Wyniki kierowców | Wyniki konstruktora | Wyniki konstruktora |
| 2014  |                        |         |                 | Australia                            | Malezja                              | Bahrajn                              |                                      | Hiszpania                            | Monako                               | Kanada                               | Austria                              | Wielka Brytania                      | Niemcy                               | Węgry                                | Belgia                               | Włochy                               | Singapur                             | Japonia                              | Rosja                                | Stany Zjednoczone                    | Brazylia                             |                                      | Pkt.             | Msc.             | Pkt.                | Msc.                |
| ----- | ---------------------- | ------- | --------------- | ------------------------------------ | ------------------------------------ | ------------------------------------ | ------------------------------------ | ------------------------------------ | ------------------------------------ | ------------------------------------ | ------------------------------------ | ------------------------------------ | ------------------------------------ | ------------------------------------ | ------------------------------------ | ------------------------------------ | ------------------------------------ | ------------------------------------ | ------------------------------------ | ------------------------------------ | ------------------------------------ | ------------------------------------ | ---------------- | ---------------- | ------------------- | ------------------- |
| 2014  | Marussia F1 Team       | Ferrari | Max Chilton     | 13                                   | 15                                   | 13                                   | 19                                   | 19                                   | 14                                   | NU                                   | 17                                   | 16                                   | 17                                   | 16                                   | 16                                   | NU                                   | 17                                   | 18                                   | NU                                   | –                                    | –                                    | –                                    | 0                | 21               | 2                   | 9                   |
| 2014  | Marussia F1 Team       | Ferrari | Jules Bianchi   | NS                                   | NU                                   | 16                                   | 17                                   | 18                                   | 9                                    | NU                                   | 15                                   | 14                                   | 15                                   | 15                                   | 18                                   | 18                                   | 16                                   | 20                                   | –                                    | –                                    | –                                    | –                                    | 2                | 17               | 2                   | 9                   |
| 2015  |                        |         |                 | Australia                            | Malezja                              |                                      | Bahrajn                              | Hiszpania                            | Monako                               | Kanada                               | Austria                              | Wielka Brytania                      | Węgry                                | Belgia                               | Włochy                               | Singapur                             | Japonia                              | Rosja                                | Stany Zjednoczone                    | Meksyk                               | Brazylia                             |                                      | Pkt.             | Msc.             | Pkt.                | Msc.                |
| 2015  | Manor Marussia F1 Team | Ferrari | Will Stevens    | NZ                                   | NW                                   | 15                                   | 16                                   | 17                                   | 17                                   | 17                                   | NU                                   | 13                                   | 16                                   | 16                                   | 15                                   | 15                                   | 19                                   | 14                                   | NU                                   | 16                                   | 17                                   | 18                                   | 0                | 19               | 0                   | 10                  |
| 2015  | Manor Marussia F1 Team | Ferrari | Roberto Merhi   | NZ                                   | 15                                   | 16                                   | 17                                   | 18                                   | 16                                   | NU                                   | 14                                   | 12                                   | 15                                   | 15                                   | 16                                   | –                                    | –                                    | 13                                   | –                                    | –                                    | –                                    | 19                                   | 0                | 17               | 0                   | 10                  |
| 2015  | Manor Marussia F1 Team | Ferrari | Alexander Rossi | –                                    | –                                    | –                                    | –                                    | –                                    | –                                    | –                                    | –                                    | –                                    | –                                    | –                                    | –                                    | 14                                   | 18                                   | –                                    | 12                                   | 15                                   | 18                                   | –                                    | 0                | 20               | 0                   | 10                  |